# Galtarbyviken
Galtarbyvik är en vik i Finland. Den ligger i kommunen Kimitoön i landskapet Egentliga Finland, i den södra delen av landet, 130 km väster om huvudstaden Helsingfors.
Galtarbyvik börjar i Bruksfjärden och skär in i landet i nordostlig riktning ungefär 4 km fram till byn Galtarby där Östanåbäcken utmynnar i viken.